# Whitestone (Ontario)
Whitestone es un municipio canadiense situado en la provincia de Ontario.

## Superficie
Whitestone tiene una superficie de 923,7 km².

## Demografía
En 2021, tenía 1075 habitantes, una densidad poblacional de 1,2 hab./km², y 1427 viviendas.